# ميسيل دي خيسوس سانشيز
ميسيل دي خيسوس سانشيز (بالإنجليزية: Angel de Jesús Sánchez)‏ هو قاضي أمريكي، ولد في 9 أغسطس 1891، وتوفي في 30 أبريل 1951.